# Bled for Days
Bled for Days — третій сингл метал-гурту Static-X з дебютного альбому Wisconsin Death Trip.
Він присутній в саундтреках до фільмів «Універсальний солдат 2: Повернення» та «Наречена Чакі».
Кліп на пісню «Bled for Days» був записаний на одному з перших концертів Static-X на підтримку дебютного альбому гурту і змікшований з альбомною версією пісні. У першому документальному відео групи, яке називається «Where In The Hell Are We And What Day Is It… This Is Static-X» є інша версія цього кліпу. На відміну від офіційного кліпу, альтернативною версією являється концертне відео зі вставками документального відео.
Пісня посіла 36 місце в чарті Mainstream Rock(Billboard) у 1999 році.

## Сингл
| #  | Назва           | Тривалість |
| -- | --------------- | ---------- |
| 1. | «Bled for Days» | 3:45       |

## Учасники запису
- Вейн Статік — головний вокал, ритм-гітара, програмування.
- Кен Джей — ударні.
- Коічі Фукуда — соло-гітара, клавішні, програмування.
- Тоні Кампос — бас, бек-вокал.